# Władysław Domagała (dyplomata)
Władysław Domagała (ur. 3 października 1921 w Bobrownikach, zm. 8 stycznia 2022 w Warszawie) – polski działacz partyjny i dyplomata, ambasador PRL w Gwinei (1960–1961), Japonii (1964–1968), Wietnamie (1971–1975) oraz Bangladeszu (1978–1982).

## Życiorys
Syn Jana i Katarzyny. Od 1946 należał do Polskiej Partii Robotniczej, zaś od 15 grudnia 1948 do Polskiej Zjednoczonej Partii Robotniczej. W latach 1948–1950 był kierownikiem Międzywojewódzkiej Szkoły Partyjnej Komitetu Wojewódzkiego PZPR w Katowicach. W latach 1950–1953 pracował jako aspirant w Instytucie Nauk Społecznych przy KC PZPR. Zastępca Kierownika Wydziału Szkół Partyjnych KC PZPR (1954). Następnie rozpoczął pracę jako dyplomata kolejno jako radca ambasady w Rzymie, w tym jako chargé d’affaires (1956–1958) oraz konsul generalny PRL w Damaszku (1958–1960). Później na stanowisku ambasadora kolejno w Gwinei (1960–1961), Japonii (1964–1968), Wietnamie (1971–1975) oraz Bangladeszu, z dodatkową akredytacją w Birmie (1978–1982).
Pochowany na Cmentarzu Komunalnym Północnym w Warszawie.